# Marydel (Delaware)
Marydel es un área no incorporada ubicada en el condado de Kent en el estado estadounidense de Delaware. Marydel se encuentra ubicada al oeste de Dover.

## Geografía
Marydel se encuentra ubicada en las coordenadas 39°6′44″N 75°44′40″O / 39.11222, -75.74444.